# Tmesisternus triangularis
Tmesisternus triangularis es una especie de escarabajo del género Tmesisternus, familia Cerambycidae. Fue descrita científicamente por Breuning en 1953.
Habita en Nueva Guinea Occidental. Esta especie mide 10 mm.